# Serginho Leite
Sérgio de Souza Leite, mais conhecido por Serginho Leite (São Paulo, 13 de setembro de 1955 – São Paulo, 12 de abril de 2011), foi um músico, humorista e radialista brasileiro.

## Biografia
Serginho Leite sempre quis ser pianista, com dezoito anos ele se dedicava a música junto com Tom Zé, Carlinhos Vergueiro e outros, durante encontros em um bar.
Em 1978, Serginho foi convidado por Estevam Sangirardi para apresentar o programa Show de Rádio, na Rádio Jovem Pan. Junto com outros três colegas, ele apresentou o programa e trouxe grandes ideias para Sangirardi. 
Enquanto esteve na rádio, ele ficou conhecido por fazer imitações de celebridades, como Pelé, Maguila, Vicente Matheus, Clementina de Jesus, Agnaldo Timóteo, Cauby Peixoto e Paulinho da Viola, entre outros, e por paródias que criava com um violão.
Outros trabalhos do artista que também se tornaram muito conhecidos, foram os jingles e comerciais para rádio e TV do personagem Bond Boca, da Cepacol, do Tigre Tony, dos Sucrilhos Kellogg's, e do elefante Jotalhão, do molho de tomate Cica.
Serginho também trabalhou na televisão, no programa A Praça É Nossa, do SBT, onde fazia imitações e na TV Globo, onde ficou 2 anos (1998-2000) no quadro "Retratos de Domingo", do "Domingão do Faustão". Em 2006, Serginho deu uma entrevista ao "Programa do Jô", que foi a sua última aparição na emissora.
Segundo informações de amigos, Serginho tinha elaborado um espetáculo para o teatro e buscava patrocinadores para viabilizar o projeto. 
Serginho Leite era casado desde 1979 com sua esposa Tânia Leite com que teve dois filhos: João Leite nascido em 1982 e Pedro Leite nascido em 1985.

## Morte
Em razão de problemas hepáticos, no dia 12 de abril de 2011, Serginho Leite passou mal em sua residência e deu entrada no Hospital das Clínicas, na capital de São Paulo, às 11h15 horas, vindo a falecer às 14h50 horas em decorrência de um infarto do miocárdio, segundo informações da assessoria de imprensa do hospital. Naquele dia sua passagem causou enorme comoção entre seus fãs com o seu nome ficando em primeiro lugar como mais citado no Twitter. Todos os órgãos de comunicação deram ampla cobertura ao acontecido e sua perda causou enorme comoção.